# Алая цитадель
«Алая цитадель» (также «Багряная цитадель», англ. The Scarlet Citadel) — рассказ американского писателя Роберта Ирвина Говарда из цикла про Конана — варвара из Киммерии.

## История публикаций
- 1933 год — январский номер журнала «Weird Tales»
- 1953 год — «King Conan», Gnome Press
- 1967 год — «Conan the Usurper», Lancer Books
- 2003 год — «Conan of Cimmeria: Volume One» (1932—1933) (collection), Robert E. Howard, Wandering Star
- 2003 год — The Coming of Conan the Cimmerian (collection), Robert E. Howard, Del Rey

## Сюжет
Властитель Офира Амальрус отправил весть королю Аквилонии Конану о том, что правитель Котха Страбонус вторгся в его владения, и попросил у киммерийца военной помощи. Конан вышел с пятитысячным войском на помощь к Амальрусу и угодил в ловушку договорившихся между собой Страбонуса и Амальруса. Объединённое войско Котха и Офира уничтожило аквилонский отряд, сам Конан попал в плен и был доставлен в Алую Цитадель.
Враги потребовали от Конана отречься от престола в пользу принца Арпелло Пелийского, дальнего родственника свергнутого короля Аквилонии Нумедидеса. Киммериец отвечает грубым отказом, маг Тзота-Ланти (подлинный владыка королевства Котх) запирает Конана в подземельях цитадели и приковывает короля к стене. Один из охранников (узнавший Конана как предводителя пиратов Амру), пытается расправиться с варваром, но погибает от укуса чудовищной змеи Сатхи, любимицы Тзота-Ланти. Конан завладевает ключами и оружием охранника и спешит к выходу, но коварный евнух Шукели закрывает решётку перед самым его носом. Проткнув негодяя мечом, Конан отправляется по кишащему чудовищными тварями подземелью в поисках выхода.
Ему удаётся освободить другого узника, который оказывается могущественным чернокнижником Пелиасом, соперником Тзота-Ланти. Пелиас заставляет покойника Шукели открыть им главную решётку и показывает Конану, что происходит в Аквилонии — объединённая армия Котха и Офира осаждает город Шамар, население столицы выгоняет наместника Конана графа Троцеро и приглашает на трон Арпелло Пелийского, который сразу же закручивает гайки. Пелиас вызывает огромную летучую мышь, которая переносит Конана в столицу, прямо на крышу дворца. Конан сбрасывает Арпелло с крыши, население разрывает пелийцев в клочья. Конан собирает войско и громит превосходящую по численности армию союзников под стенами Шамара. Амальрус и Страбонус погибают в бою, Конан преследует мага и отрубает ему голову, но волшебник не умирает. С неба падает орёл (которым оказывается Пелиас), хватает и уносит голову Тзота-Ланти, потрясённый Конан наблюдает за тем, как безголовое туловище Тзота-Ланти бежит вдогонку за орлом.

## Персонажи
- Конан — варвар-киммериец, король Аквилонии.
- Тзота-Ланти — маг-полудемон; подлинный владыка королевства Котх.
- Амальрус — король Офира
- Страбонус — король Котха
- Пелиас — волшебник, враг Тзота-Ланти.

## Адаптация
- Рой Томас и Фрэнк Брюннер написали комикс по мотивам сюжета, вошедший в № 30 журнала комиксов Savage Sword of Conan. В 2011 Тим Трумэн и Томас Джорелло выпустили произведение King Conan: The Scarlet Citadel.
- Самим Говардом сюжет рассказа был развит в повесть «Час дракона». Одного из противников Конана зовут Амальрик, функции Страбоннуса и Арпелло переданы Тараску и другому родственнику Нумедидеса — Валерию, а место современного Конану чёрного мага Тзота-Ланти занимает древний колдун тоже с «атлантическим» именем — Ксальтотун (предположительно, тоже — порождение демонов). При этом Тараска, в отличие от Страбоннуса, Конан не убивает, а берёт в плен.